# Josh Habig
Josh David Habig (Jasper, Indiana, 24 november 1976) is een Amerikaanse golfprofessional. 
Habig studeerde van 1995-1999 aan de Northwestern Universiteit.

Hij werd 2de in de kwalificatie in 1997 voor het US amateurkampioenschap.

## Professional
Habig werd in 2000 professional. In 2004 kwalificeerde hij voor het US Open en in 2007 voor het Canadees Open. Hij speelde vooral op de Canadian Professional Golf Tour.
In 2011 behaalde hij op de Canadese Tour twee keer de derde plaats: in juni bij The Western Championship en in juli bij de Canadian Tour Players Cup, inclusief een hole-in-one. In september won hij Stage 1 van de Tourschool van de Europese PGA Tour met een score van -20.  

### Gewonnen
Californië
- 2005: Southwest California Open
- 2007: Carlton Oaks Open in San Diego

Canadian Tour
- 2006: MTS Classic